# Scirpus pinguiculus
Scirpus pinguiculus är en halvgräsart som beskrevs av Charles Baron Clarke. Scirpus pinguiculus ingår i släktet skogssävssläktet, och familjen halvgräs. Inga underarter finns listade i Catalogue of Life.